# 名古屋市立本郷小学校
名古屋市立本郷小学校（なごやしりつ ほんごうしょうがっこう）は、愛知県名古屋市名東区本郷一丁目にある公立小学校。

## 概要
- 石が根町、猪高町大字藤森字香流の一部、猪高町大字藤森字森の一部、藤森二丁目、藤森西町の一部、本郷（全域）、上社二丁目の東半分[1]が通学区域であり、公立中学校の進学先は名古屋市立藤森中学校である[2]。

## 沿革
- 1978年（昭和53年）4月 - 名古屋市立猪高小学校より分離し、開校する。

## 交通アクセス
- 名古屋市営地下鉄東山線本郷駅下車、徒歩約5分。

## 周辺施設
- 本郷公園
- 名古屋市立藤森中学校
- 名古屋市立猪高中学校
- 名古屋市立猪高小学校
- 名古屋市立上社小学校
- 名東区役所
- 東名高速道路名古屋IC
  - 名古屋第二環状自動車道支線本郷IC
- 名古屋市営地下鉄東山線本郷駅
- 愛知県道60号名古屋長久手線（東山通）
- 愛知県道59号名古屋中環状線
- 愛知県道6号力石名古屋線